# Elaine Stritch
Elaine Stritch, född 2 februari 1925 i Detroit, Michigan, död 17 juli 2014 i Birmingham, Michigan, var en amerikansk skådespelare.

## Filmografi
- Den blodröda timmen (1955)
- Hett blod i vilda västern (1957)
- Farväl till vapnen (1957)
- Drömsemester i Paris (1958)
- Sexualmördare går lös (1965)
- Too Many Thieves (1966)
- Spiraltrappan - 13 steg mot döden (1975)
- Ödets hand (1976)
- Stranded (1986)
- September (1987)
- Cocoon II - Återkomsten (1988)
- Runaway Heart (1990)
- Krippendorf's Tribe (1997)
- Out to Sea (1997)
- An Unexpected Life (1998)
- Höst i New York (2000)
- Småtjuvar emellan (2000)
- Screwed (2000)
- Broadway: The Golden Age (2003)
- Romance and Cigarettes (2005)